# Abja
Abja (Estisch: Abja vald) is een voormalige gemeente in de Estlandse provincie Viljandimaa. Abja had een oppervlakte van 290,1 km² en telde 2125 inwoners op 1 januari 2017. Op 24 oktober 2017 ging Abja op in de in de fusiegemeente Mulgi.
Hoofdplaats van de landgemeente was de stad Abja-Paluoja, die in 1993 stadsrechten kreeg en tot 1998 een zelfstandige gemeente was. Daarnaast behoorden vijftien dorpen tot de gemeente: Abja-Vanamõisa, Abjaku, Atika, Kamara, Laatre, Lasari, Penuja, Põlde, Raamatu, Räägu, Saate, Sarja, Umbsoo, Veelikse en Veskimäe. Alleen Kamara, Põlde, Veelikse en Veskimäe telden meer dan honderd inwoners. Abja was een van de gemeenten waar Mulgi gesproken werd, een apart dialect van het Estisch.
De blauwe bloemen in het wapen van Abja verwijzen naar de vlasteelt en -verwerking, die in deze streek belangrijk was. In Abja-Vanamõisa bevond zich tot 1990 ook een vlasfabriek, die ten tijde van haar oprichting in 1914 de eerste warmwaterroterij in tsaristisch Rusland was.
Zustergemeente van Abja was Nummi-Pusula in Finland.

## Geografie
De gemeente grensde in het zuiden aan Letland.

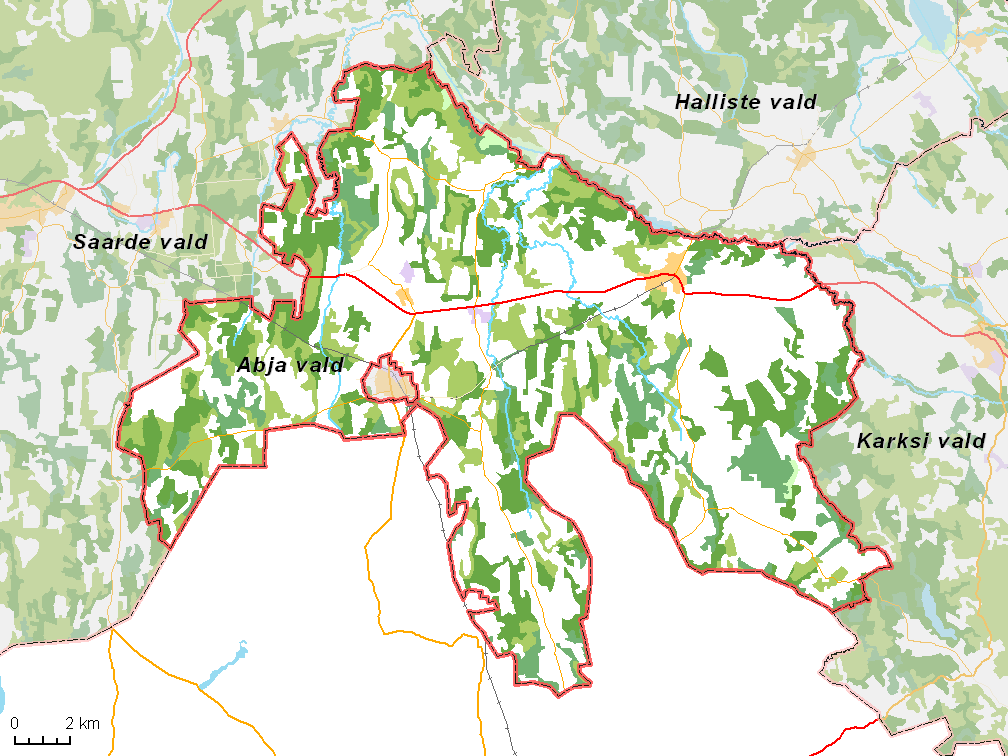
De gemeente met omliggende gemeenten, situatie begin 2017